# Anke Rehlinger

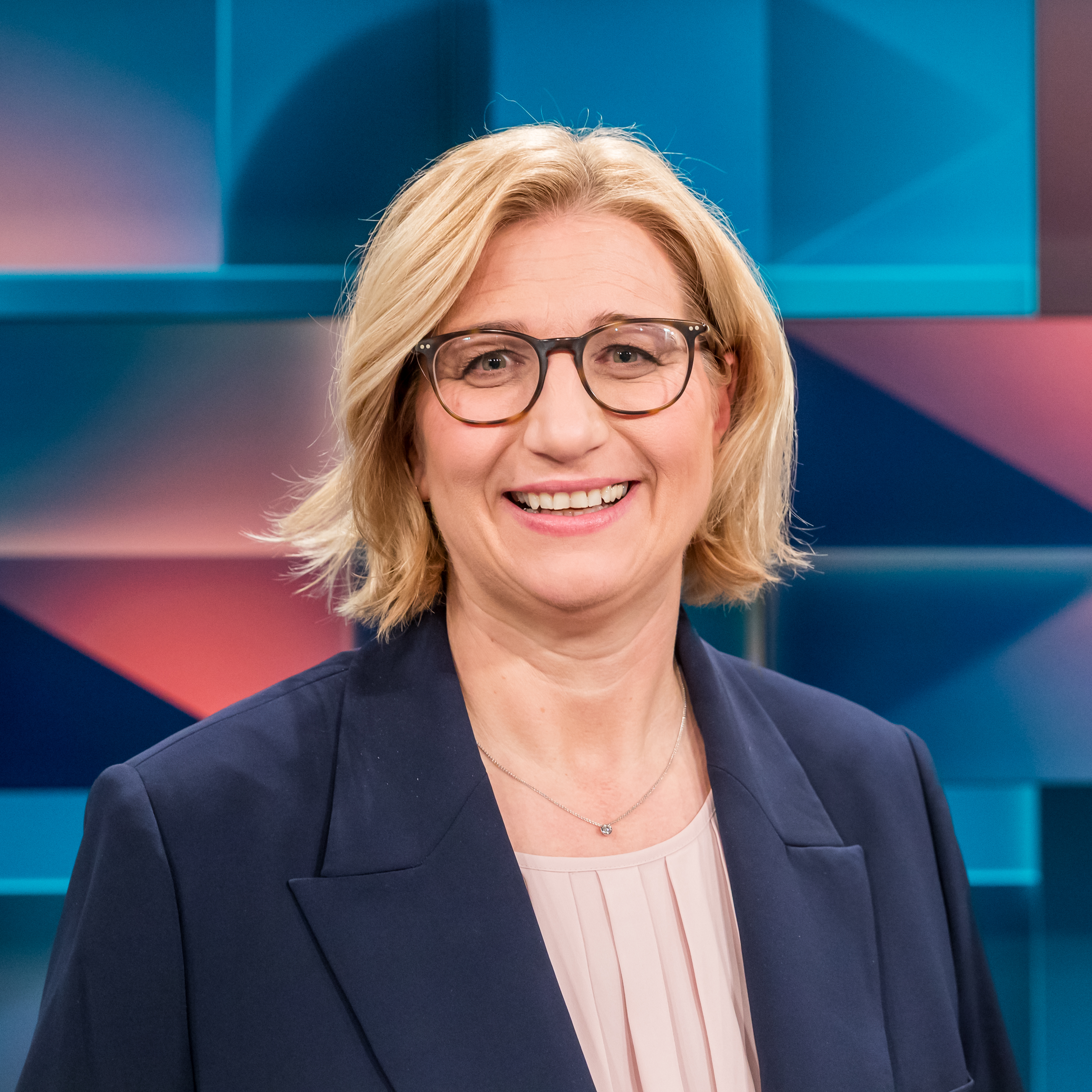
Anke Rehlinger (2025)

Anke Gabriele Rehlinger (* 6. April 1976 als Anke Gabriele Moos in Wadern) ist eine deutsche Politikerin (SPD) und seit April 2022 Ministerpräsidentin des Saarlandes.
Zuvor war sie dort ab Januar 2014 stellvertretende Ministerpräsidentin sowie Landesministerin für Wirtschaft, Arbeit, Energie und Verkehr in den Kabinetten Kramp-Karrenbauer II, III und Hans. Von 2012 bis 2014 war sie saarländische Ministerin für Justiz sowie Ministerin für Umwelt und Verbraucherschutz im Kabinett Kramp-Karrenbauer II.
Seit März 2018 ist Rehlinger Vorsitzende der SPD Saarland. Dem Landtag des Saarlandes gehört sie seit 2004 an. Sie war Spitzenkandidatin ihrer Partei bei den saarländischen Landtagswahlen 2017 und 2022 und erreichte mit der SPD Saar 2022 eine absolute Mehrheit der Sitze im Landtag. In der Folge bildete sie im April 2022 eine SPD-Alleinregierung (Kabinett Rehlinger), in Deutschland die gegenwärtig einzige amtierende Landesregierung einer einzigen Partei. Rehlinger ist seit dem 1. November 2024 amtierende Präsidentin des Bundesrates.

## Leben

### Ausbildung und Beruf
Nach der Grundschule Nunkirchen besuchte sie das Peter-Wust-Gymnasium in Merzig und absolvierte dort 1995 ihr Abitur. Ein Studium der Rechtswissenschaften an der Universität des Saarlandes schloss sie im Jahr 2000 mit dem ersten Staatsexamen ab. Nach einem Ergänzungsstudium an der Deutschen Hochschule für Verwaltungswissenschaften Speyer absolvierte sie von 2001 bis 2003 ihren juristischen Vorbereitungsdienst und erwarb das zweite Staatsexamen.
In den Jahren 2003/2004 nahm Rehlinger an einem Fachanwaltslehrgang für Steuerrecht teil. In diesen Jahren war sie als freie Mitarbeiterin in einer Rechtsanwaltskanzlei tätig. 2005 erhielt sie die Zulassung zur Rechtsanwaltschaft und ist seit 2006 Partnerin in einer überörtlichen Kanzleigemeinschaft in Losheim am See (diese Tätigkeiten ruhen aktuell).

### Partei
1998 trat Rehlinger in die SPD ein. In Merzig-Wadern war sie von 2002 bis 2010 Kreisvorsitzende der Arbeitsgemeinschaft der Frauen in der SPD und ist seit 2006 Kreisvorsitzende ihrer Partei. Außerdem war sie von 2005 bis 2010 Vorsitzende des SPD-Stadtverbands Wadern. Von 2003 bis 2007 war sie stellvertretende Juso-Landesvorsitzende. 2013 wurde sie erstmals zur stellvertretenden Landesvorsitzenden der SPD Saarland gewählt. Am 18. Juni 2016 wurde sie vom SPD-Landesparteitag von 99 Prozent der Delegierten zur Spitzenkandidatin für die Landtagswahl im Saarland am 26. März 2017 gewählt. Der Bundesparteitag wählte sie am 8. Dezember 2017 als Beisitzerin in den SPD-Parteivorstand; seit dem 6. Dezember 2019 ist Rehlinger stellvertretende Bundesvorsitzende. Seit 2024 ist sie stellvertretende Vorsitzende der Friedrich-Ebert-Stiftung.
Am 9. März 2018 wurde sie auf dem Landesparteitag in Dillingen mit 94,5 Prozent der gültigen Stimmen zur Landesvorsitzenden der SPD Saarland gewählt. Zwei Tage später wurde sie Vorsitzende der SPD Saarland. Am 12. November 2021 wurde Rehlinger erneut zur SPD-Spitzenkandidatin für die saarländische Landtagswahl am 27. März 2022 gewählt.

### Mandate und öffentliche Ämter
Im Ortsrat Nunkirchen war sie von 2000 bis 2012 Mitglied, im Stadtrat Wadern von 2004 bis 2012. Dem Landtag des Saarlandes gehört Rehlinger seit der dreizehnten Legislaturperiode (2004) an. Von 2008 bis 2009 war sie Vorsitzende des Ausschusses für Europafragen sowie Fragen des Interregionalen Parlamentarierrates sowie von 2009 bis 2011 Vorsitzende des Ausschusses für Bildung, Kultur und Medien. Zudem leitete sie von 2010 bis 2011 den Untersuchungsausschuss Grube Reden. Von April 2011 bis Mai 2012 war Rehlinger stellvertretende Vorsitzende der SPD-Landtagsfraktion im Saarland.
In der Landtagssitzung vom 9. Mai 2012 wurde sie zur Ministerin der Justiz und zur Ministerin für Umwelt und Verbraucherschutz ernannt. Am 15. Januar 2014 wurde sie als Nachfolgerin des zum Bundesjustizminister berufenen Heiko Maas Ministerin für Wirtschaft, Arbeit, Energie und Verkehr. Damit verbunden war ihre Ernennung zur stellvertretenden Ministerpräsidentin. Rehlinger war Spitzenkandidatin der Saar-SPD bei der Landtagswahl im Saarland 2022, bei der die SPD mit 43,5 Prozent der abgegebenen Stimmen als stärkste Kraft hervorging und dem endgültigen Endergebnis zufolge mit 29 von 51 Mandaten eine absolute Mehrheit der Mandate im Landtag erreichte. Am 25. April wählte sie der Landtag des Saarlandes mit 32 von 51 abgegebenen Stimmen zur Ministerpräsidentin.
Seit dem 1. Januar 2023 ist Rehlinger zudem Bevollmächtigte der Bundesrepublik Deutschland für kulturelle Angelegenheiten im Rahmen des Vertrags über die deutsch-französische Zusammenarbeit. Am 1. November 2023 wurde Rehlinger Zweite Vizepräsidentin des Bundesrates. Am 18. Oktober 2024 wurde sie zur Präsidentin des Bundesrates gewählt. Sie trat das Amt am 1. November 2024 an.
Rehlinger ist Mitglied der überparteilichen Europa-Union Deutschland, die sich für ein föderales Europa und den europäischen Einigungsprozess einsetzt.

### Sport
Bis zum Ende ihres Jura-Studiums im Jahr 2000 betrieb Rehlinger aktiv Leichtathletik; zu Beginn im Mehrkampf, später dann vor allem in Wurfdisziplinen, und konnte hier auch die Landesmeisterschaft gewinnen. Mit Stand Oktober 2024 hält sie noch immer den saarländischen Rekord im Kugelstoßen (16,03 m, 17. August 1996, Rehlingen). Ebenso hält sie den Jugendrekord des Landes im Diskuswurf (49,18 m, 23. September 1995, Rehlingen).
Bei der Veranstaltung Team-DM Senioren am 6. September 2014 in Essen holte Rehlinger den Sieg mit der Equipe Saar, einer Mannschaft saarländischer Leichtathleten. Rehlinger gewann den Diskuswurf mit 34,67 Metern und wurde im Kugelstoßen mit 10,39 Metern Zweite. Ein Jahr später holte die Equipe Saar mit Anke Rehlinger bei den deutschen Leichtathletik-Meisterschaften für Senioren im nordrhein-westfälischen Kevelaer den vierten Platz. Rehlinger warf den Diskus auf 34,13 Meter und stieß die Kugel 10,74 Meter. Damit wurde sie jeweils Dritte.

### Privates
Anke Rehlinger ist römisch-katholischer Konfession und Mutter eines Sohnes. Anfang 2022 trennten sich Anke Rehlinger und ihr Ehemann.

## Positionen
Bundesweit machte Rehlinger 2015 mit einem Konzept zur Reform der Erbschaftsteuer auf sich aufmerksam. In der Zeitung Die Welt wurde das Konzept der Saarländerin als „Radikalreform“ gedeutet. Mit ihrem Konzept will Rehlinger die Erbschaftsteuer unbürokratisch, gerechter und einfacher machen. Vor der Landtagswahl 2022 schloss sie eine Koalition mit der Linkspartei aus und befürwortete eine Große Koalition mit der CDU.